# Lizzy e Red - Amici per sempre
Lizzy e Red - Amici per sempre (Myši patří do nebe) è un film d'animazione in coproduzione del 2021 diretto da Jan Bubeníček e Denisa Grimmová.
Ha ricevuto due Czech Lion Awards: per il miglior film d'animazione e per la migliore musica. Ha anche ricevuto il Premio della critica cinematografica ceca per la migliore creazione audiovisiva. Il film è stato presentato allo Shanghai International Film Festival dove ha ricevuto il premio per il miglior film d'animazione. È stato inoltre candidato all'European Film Award per il miglior film d'animazione (cerimonia del 2021).

## Trama
Dopo un incidente mortale, la topolina Lizzy e la volpe Red si incontrano di nuovo nel paradiso degli animali dove transiteranno alle prese con i propri limiti caratteriali, costretti a collaborare per trovare una pace assai particolare nell'eternità.